# Brasil độc lập

"Độc lập hay là chết", Vương tử Pedro tuyên bố Brasil độc lập vào ngày 7 tháng 9 năm 1822. Đội cận vệ danh dự của ông hoan hô ủng hộ ông trong khi một số người vứt băng tay xanh và trắng vốn biểu thị trung thành với Bồ Đào Nha

Quá trình Brasil độc lập gồm một loạt sự kiện chính trị và quân sự diễn ra trong giai đoạn 1821–1824, hầu hết liên quan đến các tranh chấp giữa Brasil và Bồ Đào Nha về việc Đế quốc Brasil yêu cầu độc lập. Quá trình được kỷ niệm vào ngày 7 tháng 9, là ngày mà vào năm 1822 người nhiếp chính là Vương tử Pedro tuyên bố Brasil độc lập từ Bồ Đào Nha. Sự công nhận chính thức đạt được theo một hiệp định ký kết giữa hai bên vào cuối năm 1825.

## Bối cảnh

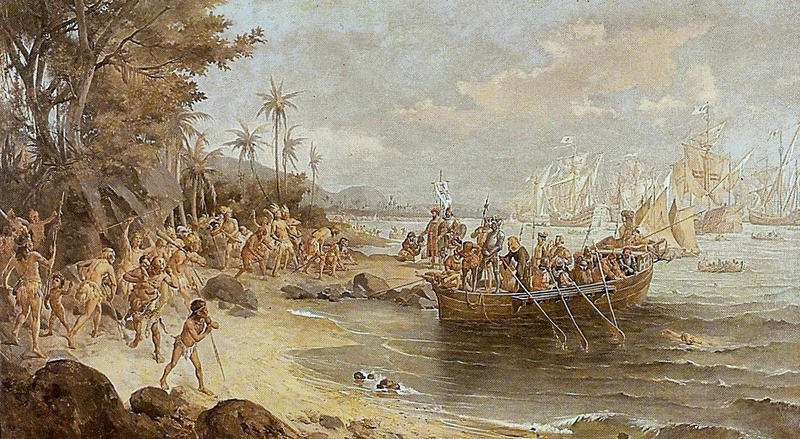
Pedro Álvares Cabral đổ bộ tại Brazil năm 1500.

Bồ Đào Nha yêu sách lãnh thổ nay là Brasil vào tháng 4 năm 1500, khi hạm đội Bồ Đào Nha dưới quyền chỉ huy của Pedro Álvares Cabral đến đây. Người Bồ Đào Nha đương đầu các dân tộc bản địa vốn bao gồm nhiều bộ lạc, hầu hết trong số đó có ngôn ngữ thuộc ngữ hệ Tupi-Guaraní, chia sẻ hoặc tranh chấp lãnh thổ với nhau.
Mặc dù khu định cư đầu tiên hình thành vào năm 1532, song quá trình thuộc địa hóa bắt đầu hữu hiệu trong năm 1534, khi Quốc vương João III phân chia lãnh thổ thành 15 bộ được thừa kế. Tuy nhiên, sự dàn xếp này tỏ ra có vấn đề, và đến năm 1549 quốc vương phân một toàn quyền để quản lý toàn thuộc địa. Người Bồ Đào Nha đồng hóa một số bộ lạc bản địa trong khi các bộ lạc khác dần biến mất do các cuộc chiến trường kỳ hoặc do các dịch bệnh người châu Âu mang tới trong khi bản thân họ không có miễn dịch.
Đến giữa thế kỷ 16, đường trở thành mặt hàng xuất khẩu quan trọng nhất của Brasil do nhu cầu quốc tế tăng cao. Nhằm kiếm lợi trước tình hình này, tính đến năm 1700 có trên 963.000 nô lệ châu Phi được đưa qua Đại Tây Dương đến làm việc tại Brasil. Số lượng người châu Phi được đưa đến Brasil cho đến thời điểm đó nhiều hơn tổng số người được đưa đến các nơi khác tại châu Mỹ.
Trải qua chiến tranh với người Pháp, người Bồ Đào Nha dần khuếch trương lãnh thổ của họ về phía đông nam, chiếm lấy Rio de Janeiro vào năm 1567, và về tây bắc, chiếm São Luís vào năm 1615. Họ phái các đội viễn chinh quân sự đến rừng mưa Amazon và chinh phục các đồn của Anh và Hà Lan, thành lập các làng và công sự từ năm 1669. Năm 1680, họ tiếp cận xa về phía nam và thành lập Sacramento bên bờ Rio de la Plata, trong khu vực Banda Oriental (Uruguay ngày nay).
Đến cuối thế kỷ 17, xuất khẩu đường bắt đầu suy thoái song đến đầu thập niên 1690, việc các nhà thám hiểm phát hiện vàng trong khu vực mà sau đó gọi là Minas Gerais nay thuộc Mato Grosso, Goiás và Minas Gerais, giúp cứu vãn thuộc địa khỏi cảnh sắp sụp đổ. Từ khắp nơi tại Brasil, cũng như từ Bồ Đào Nha, hàng nghìn người nhập cư đến để khai mỏ.
Người Tây Ban Nha nỗ lực nhằm ngăn chặn người Bồ Đào Nha khuếch trương đến lãnh thổ của họ theo Hiệp ước Tordesillas năm 1494, và tiếp theo chinh phục Banda Oriental vào năm 1777. Tuy nhiên, điều này trở nên vô ích theo Hiệp ước San Ildefonso được ký kết vào cùng năm, theo đó xác nhận chủ quyền của Bồ Đào Nha đối với toàn bộ vùng đất phát sinh từ việc khuếch trương lãnh thổ của họ, do đó hình thành hầu hết Brasil hiện tại. 

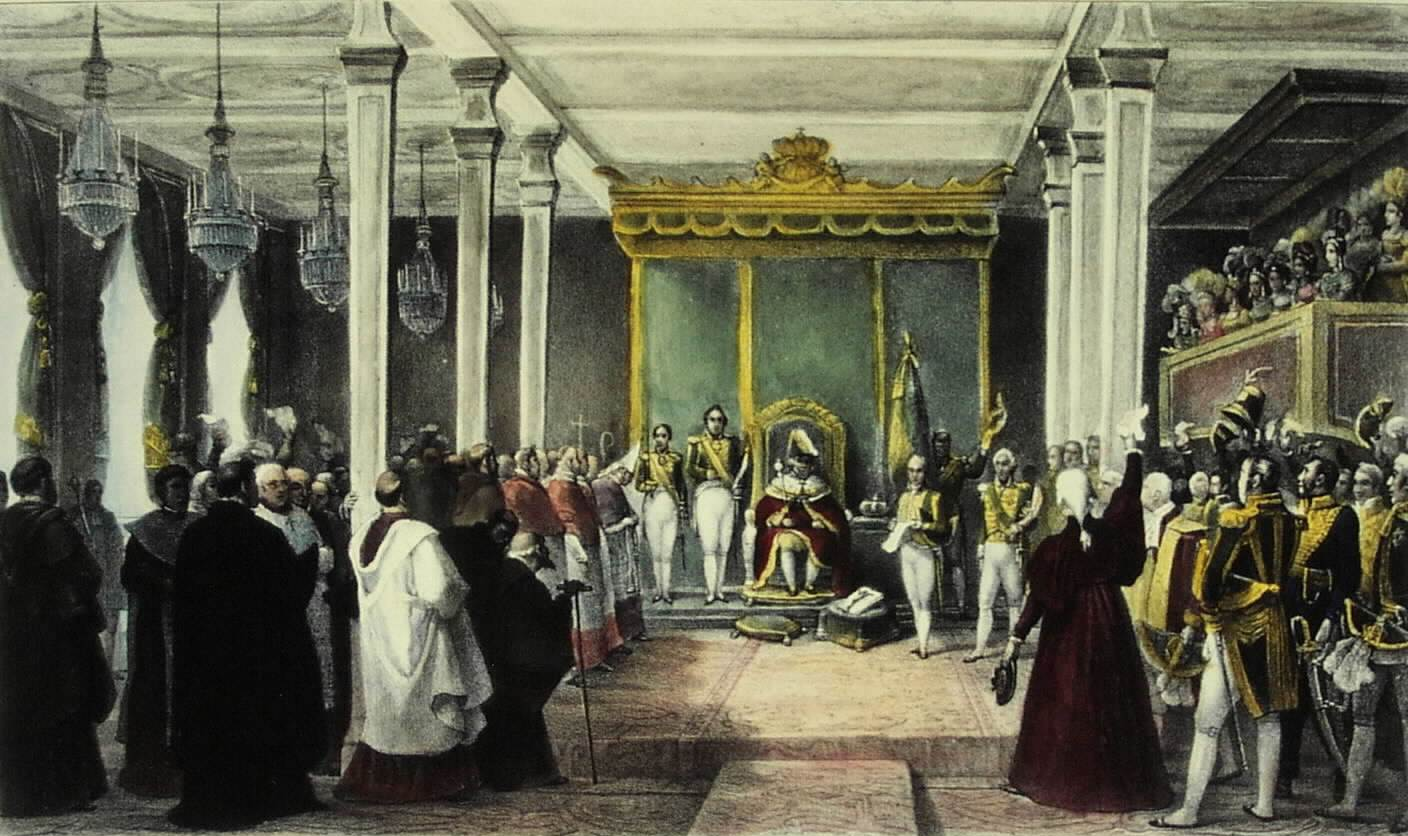
Lễ tuyên xưng Quốc vương João VI của Vương quốc Liên hiệp Bồ Đào Nha, Brasil và Algarves tại Rio de Janeiro, 6 tháng 2 năm 1818.

Đến khi Pháp xâm chiếm Bồ Đào Nha năm 1807, vương tộc Bồ Đào Nha đào thoát đến Brasil, lập Rio de Janeiro làm thủ đô lâm thời của Bồ Đào Nha. Điều này có tác động phụ là tạo ra nhiều thể chế mà một quốc gia độc lập cần thiết để tồn tại; quan trọng nhất là nó giải phóng để Brasil được giao thương với các quốc gia khác theo nguyện vọng. Sau khi quân đội của Napoléon thất bại chung cuộc vào năm 1815, nhằm duy trì thủ đô tại Brasil và xoa dịu lo ngại của người Brasil về việc bị đưa trở lại vị thế thuộc địa, Quốc vương João VI của Bồ Đào Nha nâng vị thế pháp lý của Brasil thành một bộ phận bình đẳng, tích hợp của Vương quốc Liên hiệp Bồ Đào Nha, Brasil, và Algarves thay vì chỉ là một thuộc địa, Brasil có được vị thế này trong bảy năm kế tiếp.

## Con đường tới độc lập

### CortesBồ Đào Nha

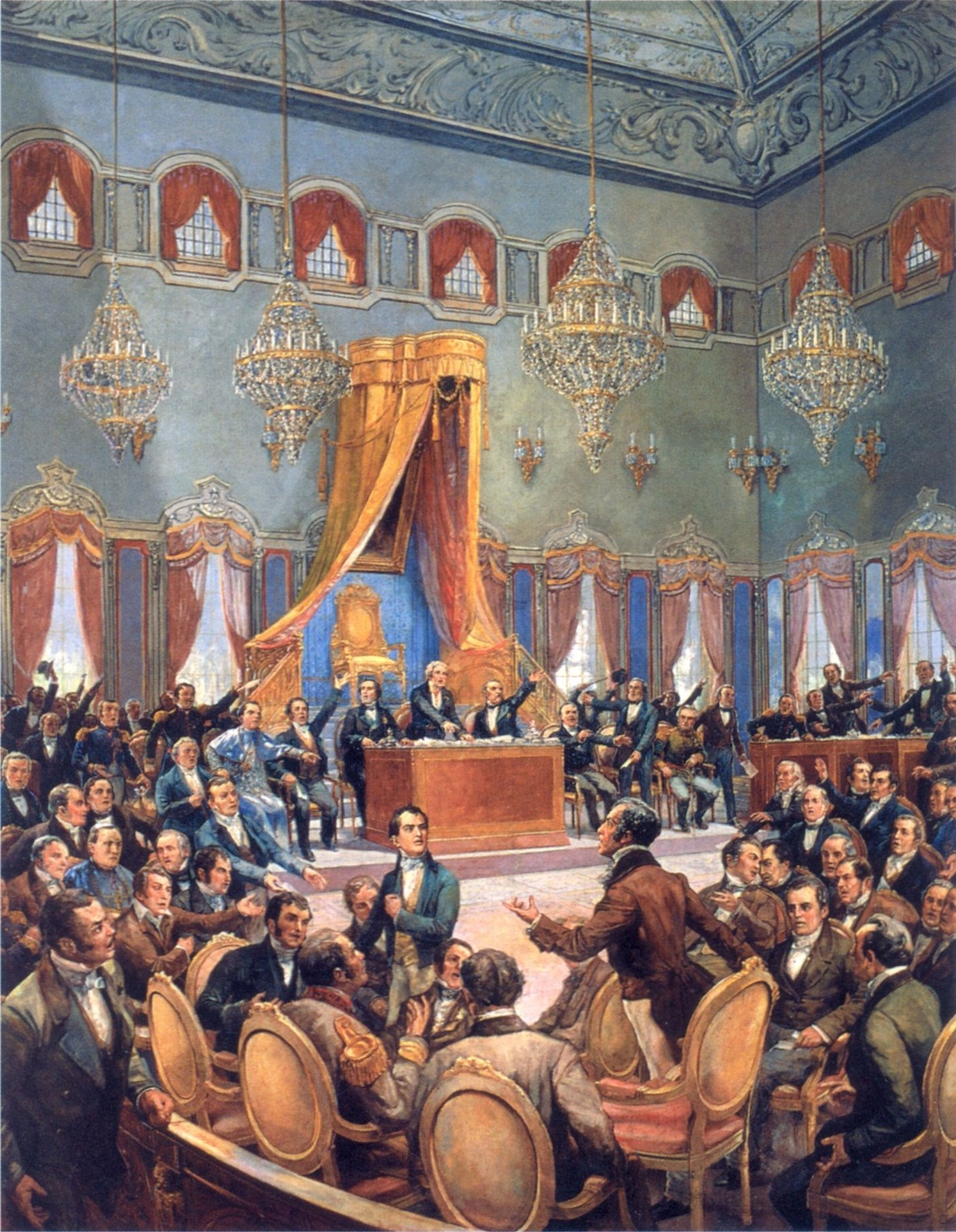
Cortes Bồ Đào Nha.

Năm 1820, Cách mạng Lập hiến phát sinh tại Bồ Đào Nha. Phong trào do những người theo chủ nghĩa lập hiến khởi xướng dẫn đến việc hội nghị Cortes (hay hội nghị lập hiến), với kết quả là hiến pháp đầu tiên của vương quốc. Cortes đồng thời yêu cầu Quốc vương João VI trở về Bồ Đào Nha, ông cư trú tại Brasil từ năm 1808 và nâng Brasil thành một vương quốc cấu thành của Vương quốc Liên hiệp Bồ Đào Nha, Brasil và Algarves vào năm 1815. Ông bổ nhiệm thế tử Pedro làm người nhiếp chính cai quản Brasil thay mình vào ngày 7 tháng 3 năm 1821. Quốc vương rời đi châu Âu vào ngày 26 tháng 4, còn Pedro ở lại Brasil để quản lý với trợ giúp của các bộ trưởng vương quốc (nội vụ) và ngoại giao, chiến tranh, hài quân và tài chính.
Các sĩ quan quân đội Bồ Đào Nha tại Brasil hoàn toàn đồng tình với phong trào lập hiến tại Bồ Đào Nha. Thủ lĩnh chính của các sĩ quan Bồ Đào Nha là Tướng quân Jorge Avilez buộc vương tử bãi chức và trục xuất các bộ trưởng nội vụ và tài chính khỏi Brasil. Cả hai người này đều là đồng minh trung thành với Pedro, ông trở thành một con tốt trong tay giới quân sự. Sự sỉ nhục mà vương tử phải chịu đựng sẽ có tác động quyết định trong việc ông thoái vị mười năm sau đó, khi mà ông thề sẽ không bao giờ lại nhượng bộ trước áp lực của quân đội. Trong khi đó, ngày 30 tháng 9 năm 1821, Cortes phê chuẩn một sắc lệnh lệ thuộc hóa chính phủ các tỉnh của Brasil trực tiếp dưới quyền Bồ Đào Nha. Vương tử Pedro kết quả chỉ là thống đốc của tỉnh Rio de Janeiro. Các sắc lệnh khác sau đó lệnh cho ông trở về châu Âu và cũng hủy bỏ các tòa án tư pháp do João VI lập ra vào năm 1808.
Bất mãn trước cách xử trí của Cortes trong hầu hết người Brasil (kể cả những người sinh tại Bồ Đào Nha) dâng lên đến mức nhanh chóng trở nên biểu thị công khai. Hai nhóm phản đối các hành động của Cortes' nhằm dần suy yếu chủ quyền của Brasil xuất hiện: phái Tự do dưới quyền lãnh đạo của Joaquim Gonçalves Ledo (là người ủng hộ hội Tam điểm) và một phái dưới sự lãnh đạo của José Bonifácio de Andrada. Hai phái không chia sẻ mục đích chung nào cho Brasil, ngoại trừ họ cùng yêu cầu quốc gia liên hiệp với Bồ Đào Nha với vị thế một chế độ quân chủ có chủ quyền.

### Khởi nghĩa Avilez

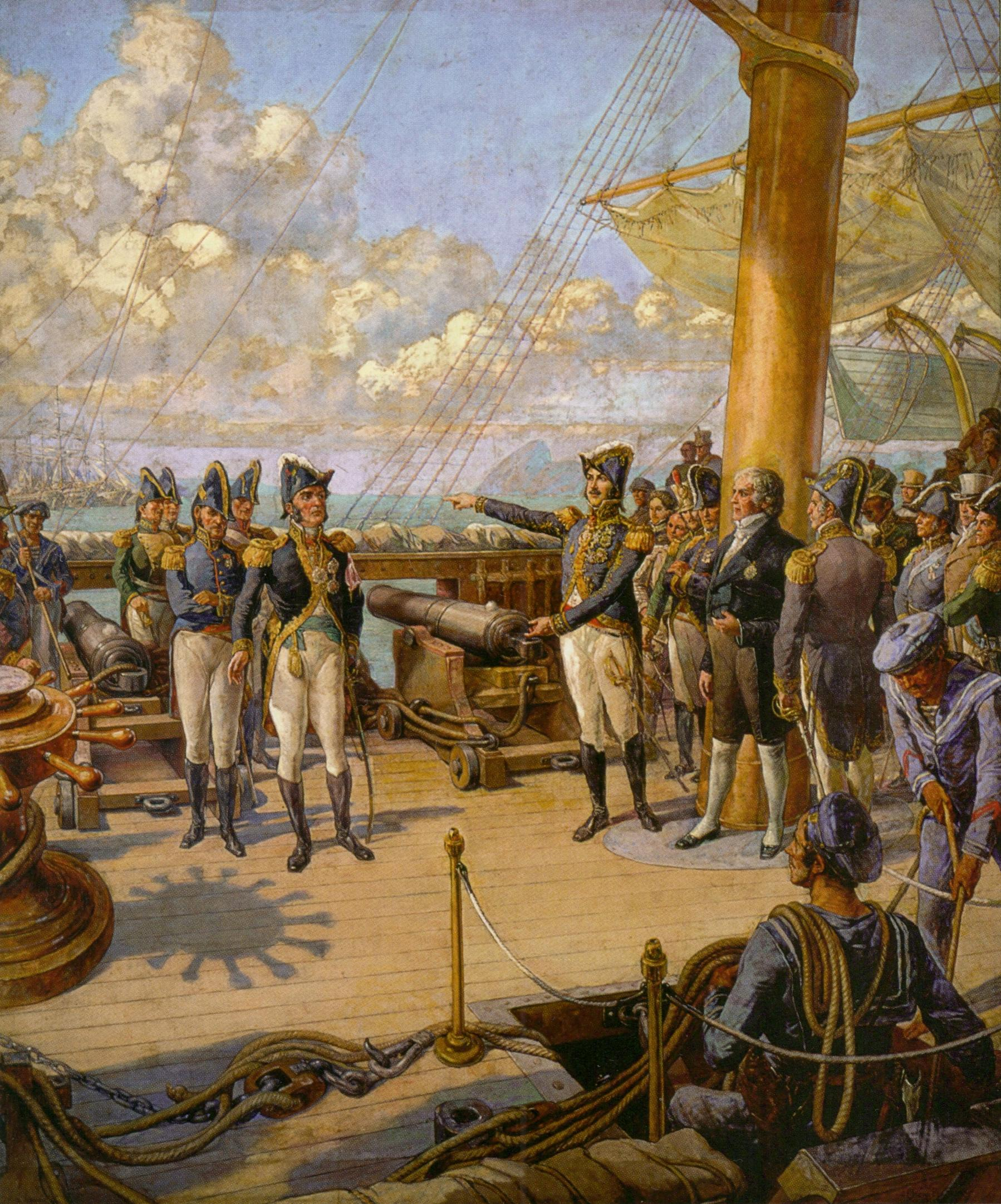
Vương tử Pedro (phải) lệnh cho sĩ quan Bồ Đào Nha Jorge Avilez (trái) quay về Bồ Đào Nha sau khi ông ta khởi nghĩa thất bại vào ngày 8 tháng 2 năm 1822.

Các đại biểu Bồ Đào Nha trong Cortes tỏ ra không tôn trọng vương tử và công khai chế nhạo ông. và do đó lòng trung thành của Pedro thể hiện hướng về Cortes dần chuyển sang chính nghĩa Brasil. Vợ ông là Vương phi Leopoldina xuất thân từ gia tộc Habsburg thì ủng hộ Brasil và khuyến khích ông ở lại đây trong khi phái Tự do và Bonifacio tiến hành phản kháng công khai. Pedro trả lời vào ngày 9 tháng 1 năm 1822, báo chí thuật lại lời của ông: "Vì lợi ích của tất cả và vì hạnh phúc tổng thể của quốc gia, tôi sẵn lòng: Nói với nhân dân rằng tôi sẽ ở lại".
Sau khi Pedro quyết định không tuân lệnh Cortes, khoảng 2.000 lính dưới quyền Jorge Avilez làm loạn trước khi tập trung trên núi Castelo, song nhanh chóng bị 10.000 người Brasil có vũ trang bao vây, dưới sự lãnh đạo của Cảnh vệ Hoàng gia. Pedro sau đó "bãi chức" tướng chỉ huy Bồ Đào Nha và lệnh cho ông ta đưa binh sĩ qua vịnh đến Niterói để chờ được đưa sang Bồ Đào Nha.
Jose Bonifácio được bổ nhiệm làm bộ trưởng nội vụ và ngoại giao vào ngày 18 tháng 1 năm 1822. Bonifácio nhanh chóng thiết lập mối quan hệ như cha con với Pedro, Pedro nhìn nhận chính khách giàu kinh nghiệm này là đồng minh lớn nhất của ông. Gonçalves Ledo và những người tự do nỗ lực giảm tối thiểu quan hệ mật thiết giữa Bonifácio và Pedro bằng cách trao cho vương tử danh hiệu 'người bảo vệ vĩnh cửu của Brasil'. Đối với những người tự do, cần thiết có một hội nghị lập hiến cho Brasil, trong khi phái Bonifácio ưu tiên Pedro tự ban hiến pháp nhằm tránh khả năng xảy ra tình trạng giống như vô chính phủ trong những năm đầu Cách mạng Pháp. Vương tử đồng ý với các đề nghị của phái tự do và ký một sắc lệnh vào ngày 3 tháng 6 năm 1822 kêu gọi bầu cử đại biểu để tụ họp trong Đại hội Lập hiến và Lập pháp tại Brasil.

### Từ Vương quốc Liên hiệp đến Đế quốc độc lập

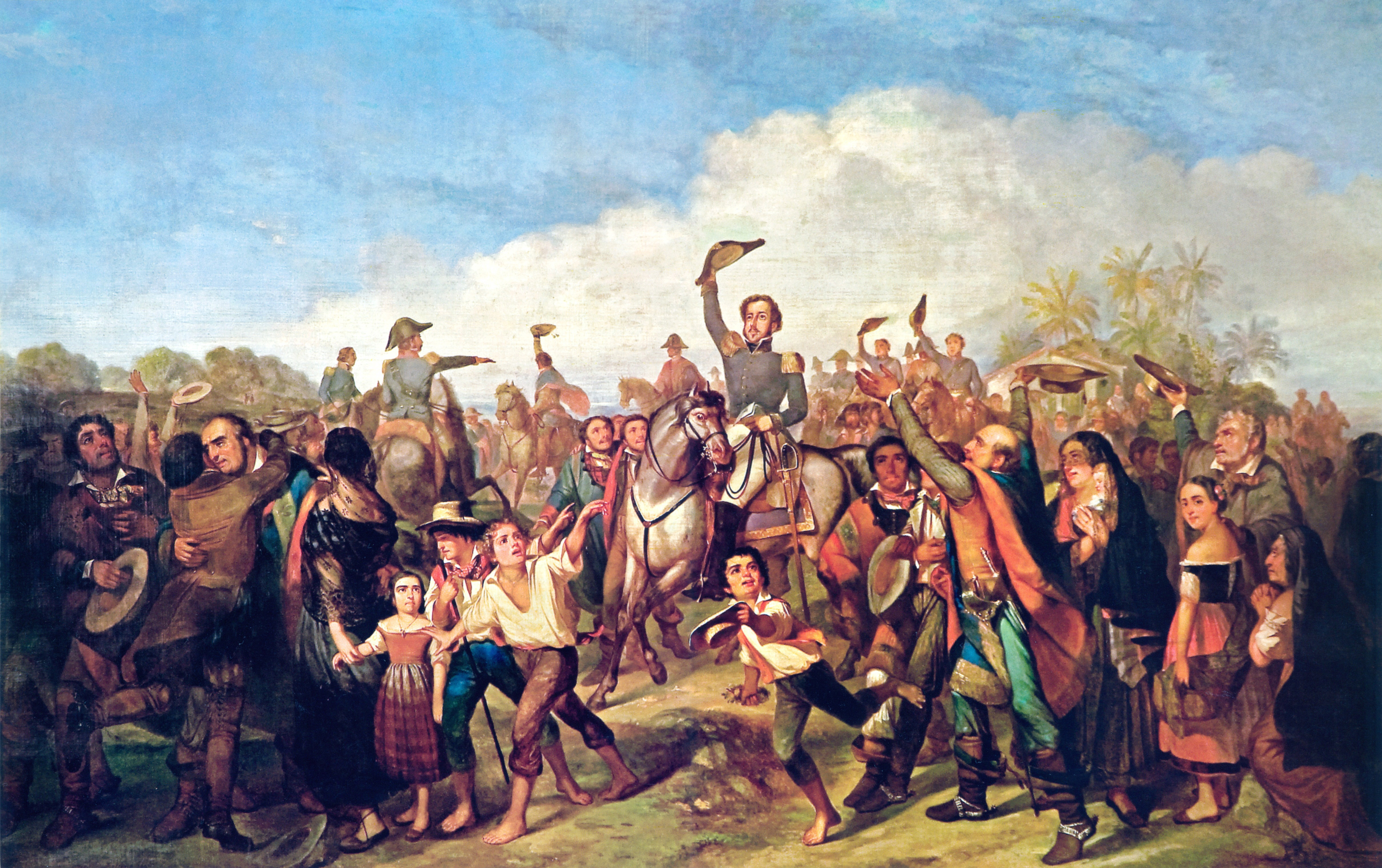
Đám đông hoan hô vây quanh Pedro tại São Paulo sau khi biết tin Brasil độc lập vào ngày 7 tháng 9 năm 1822.

Pedro đến tỉnh São Paulo nhằm đảm bảo lòng trung thành của các tỉnh với đại nghiệp Brasil. Ông đến thủ phủ của tỉnh này vào ngày 25 tháng 8 và ở lại cho đến ngày 5 tháng 9. Khi đang trở lại Rio de Janeiro vào ngày 7 tháng 9 ông nhận được thư từ José Bonifácio và vợ mình là Leopoldina. Vương tử biết rằng Cortes đã hủy bỏ toàn bộ luật của nội các Bonifácio và loại bỏ quyền lực còn lại mà ông nắm giữ. Thư của Leopoldina kiên quyết rằng độc lập là lựa chọn duy nhất còn lại (bà đã gặp Hội đồng Bộ trưởng 5 ngày trước đó, kết quả được bà thông tin cho chồng trong một lá thư rằng thời điểm thích hợp để làm điều khó khăn). Pedro quay sang bạn đồng hành với mình, gồm cận vệ danh dự, và nói: "Các bạn, Cortes Bồ Đào Nha muốn nô dịch hóa và truy nã chúng ta. Từ hôm nay trở đi quan hệ của hai bên bị phá vỡ. Không quan hệ nào có thể liên hiệp hai bên được nữa" và tiếp tục sau khi ông giật ra băng tay xanh-trắng của mình vốn là tượng trưng cho Bồ Đào Nha: "Các binh sĩ bỏ băng tay ra. Chào độc lập, cho tự do và cho sự ly khai của Brasil khỏi Bồ Đào Nha!" Ông rút gươm khỏi vỏ và quả quyết rằng "Trước dòng máu của tôi, danh dự của tôi, chúa trời của tôi, tôi thể đem đến tự do cho Brasil," và sau đó hô lên: "Độc lập hay là chết!". Sự kiện được ghi nhớ với tên "Tiếng hô Ipiranga".
Khi đến São Paulo vào đêm ngày 7 tháng 9 năm 1822, Pedro và người đồng hành truyền đi thông cáo Brasil độc lập từ Bồ Đào Nha. Vương tử được quần chúng tán dương rất lớn và được gọi là "Quốc vương Brasil" song cũng có "Hoàng đế Brasil". Pedro trở về Rio de Janeiro vào ngày 14 tháng 11 và trong những ngày sau đó phái tự do truyền bá các tờ rơi (do Joaquim Gonçalves Ledo viết) đề xuất ý tưởng Vương tử nên được tôn làm hoàng đế lập hiến. Ngày 17 tháng 9, Chủ tịch của hội đồng đô thị thành phố Rio de Janeiro, José Clemente Pereira, gửi tin đến các hội đồng khác trong nước rằng việc tôn phong sẽ diễn ra tại lễ kỷ niệm sinh nhật của Pedro vào ngày 12 tháng 10. Đến ngày hôm sau, quốc kỳ và quốc huy mới của Vương quốc Brasil độc lập được tạo ra (Quốc kỳ và quốc huy đế quốc được tạo ra sau đó vào ngày 12 tháng 10 với thiết kế tương tự).

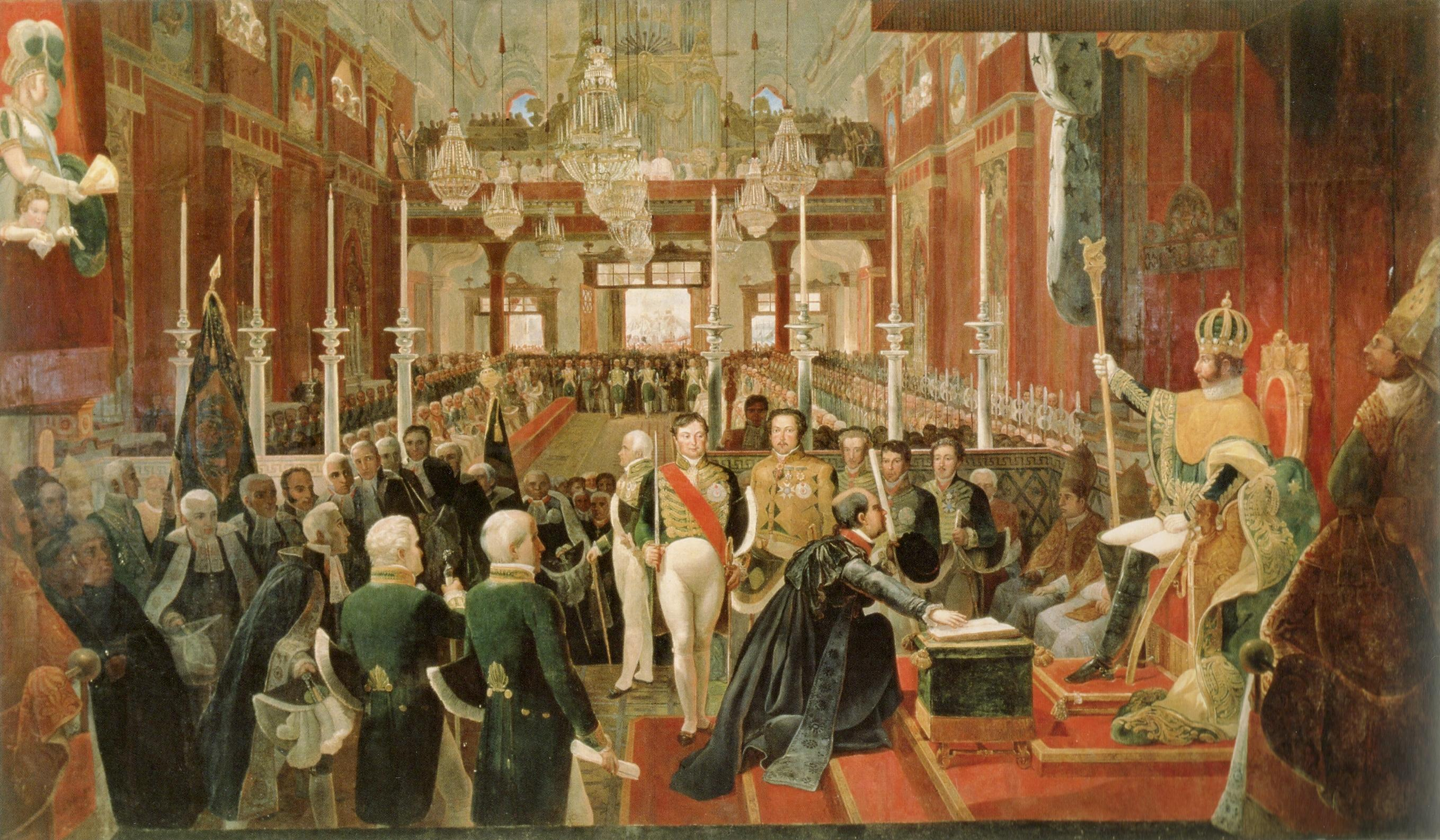
Lễ đăng cơ của Hoàng đế Pedro I vào ngày 1 tháng 12 năm 1822.

Ly khai chính thức diễn ra vào ngày 22 tháng 9 năm 1822 trong một thư do Pedro viết cho João VI. Trong đó, Pedro vẫn tự xưng là vương tử nhiếp chính và cha ông được xem là quốc vương của Brasil độc lập. Ngày 12 tháng 10 năm 1822, Pedro được tôn làm Dom Pedro I, hoàng đế lập hiến và người bảo vệ vĩnh cửu của Brasil. Thời gian trị vì của Pedro và Đế quốc Brasil cũng bắt đầu từ lúc này. Tuy nhiên, hoàng đế làm rõ rằng dù ông chấp thuận ngôi hoàng đế, song nếu João VI trở về Brasil thì ông sẽ nhượng vị cho cha.
Nguyên nhân giải thích cho tước hiệu hoàng đế là tước hiệu quốc vương sẽ tượng trưng cho sự tiếp nối truyền thống triều đại Bồ Đào Nha và có thể là cả chính thể chuyên chế vốn bị e ngại, trong khi tước hiệu hoàng đế bắt nguồn từ sự tôn phong của quần chúng giống như thời La Mã cổ đại. Ngày 1 tháng 12 năm 1822 (kỷ niệm lễ đăng cơ của João IV, quốc vương đầu tiên của gia tộc Braganza) Pedro I đăng cơ và được thánh hiến.

## Chiến tranh giành độc lập

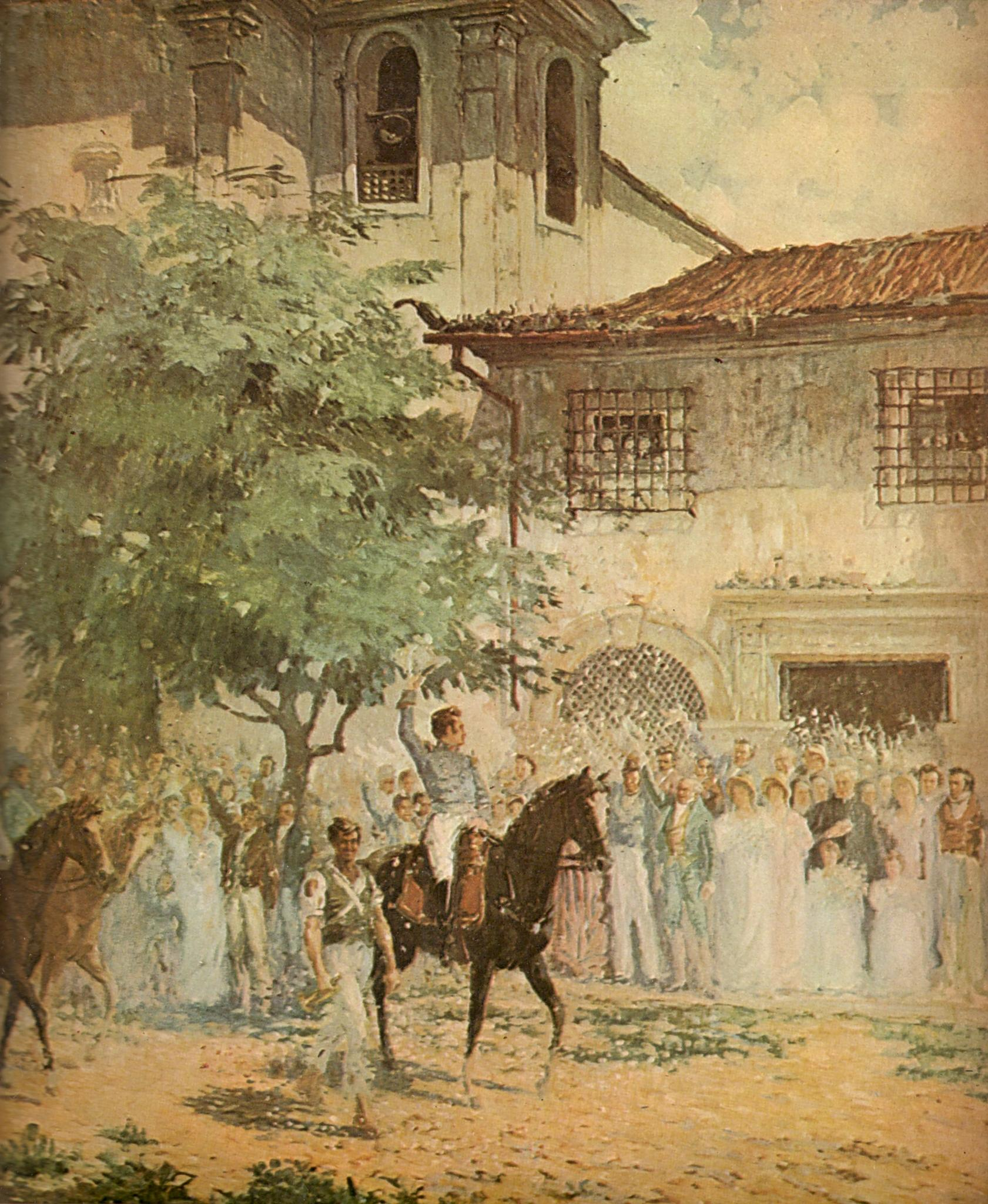
Lục quân Brasil tiến vào Salvador sau khi lực lượng Bồ Đào Nha đầu hàng vào năm 1823.

Chiến tranh giữa người Brasil và người Bồ Đào Nha mở đầu từ tháng 2 năm 1822 khi bùng phát các cuộc chạm trán đầu tiên giữa dân quân, và kéo dài đến tháng 11 năm 1823 khi các đơn vị đồn trú Bồ Đào Nha cuối cùng đầu hàng. Trong các trận đánh trên bộ và trên biển đều có sự tham gia của lực lượng chính quy và dân quân thuộc hai bên.
Người Brasil bao gồm người nhập cư buộc phải tòng quân trong lực lượng lục quân và hải quân mới thành lập. Họ cũng sử dụng nô lệ trong dân quân cũng như các nô lệ tự do vào lục quân và hải quân. Các trận chiến trên bộ và trên biển bao phủ lãnh thổ Bahia, Cisplatina, Rio de Janeiro và phó vương quốc Grão-Pará. Maranhão và Pernambuco (đương thời bao gồm cả các bang Ceará, Piauí và Rio Grande do Norte ngày nay) cũng là nơi diễn ra giao tranh.
Các trận đánh đầu tiên giữa dân quân diễn ra trên đường phố tại các thành phố lớn của khu vực được đề cập trong năm 1822 và trên đất liền, bất chấp lực lượng bổ sung từ Bồ Đào Nha đến trong cùng năm 1822 song vào quý cuối; quân Bồ Đào Nha mặc dù trung lập hóa dân quân sinh tại bản địa tại một số thành phố như Salvador, Montevideo và São Luís, song thất bại trước dân quân tại hầu hết các thành phố cũng như lực lượng du kích tại nông thôn. Đến năm 1823, trong khi lục quân Brasil đã mở rộng khắc phục thiệt hại nhân lực và vật lực; thì lực lượng Bồ Đào Nha còn lại vốn đang ở thế phòng thủ lại bị thu hẹp về nhân lực và của cải, họ tự thấy buộc phải hạn chế phạm vi hoạt động của mình đến mức kháng cự tại một số tỉnh lỵ, vốn cũng là các cảng biển chiến lược như Belém bên cạnh Montevideo, Salvador và São Luís do Maranhão.
Trên biển, quân Brasil dưới quyền lãnh đạo của Thomas Cochrane. Có sự dao động bắt nguồn từ sự phá hoại của một lượng đáng kể người Bồ Đào Nha trong hạm đội. Đến năm 1823, hải quân cải cách và các thành viên người Bồ Đào Nha bị thay thế bằng người Brasil (nô lệ được phòng thích và nam giới da trắng bị cưỡng bách tòng quân) và lính đánh thuê ngoại quốc (người Anh và Mỹ). Hải quân Brasil thành công trong việc đẩy người Bồ Đào Nha khỏi bờ biển và cô lập các đội quân trên bộ cuối cùng của Bồ Đào Nha. Đến cuối cùng, họ truy kích tàn dư lực lượng hải quân thực dân qua Đại Tây Dương xa đến ngoài khơi Bồ Đào Nha.
Đến nay vẫn không có thống kê khả tín liên quan đến số lượng như tổng số thương vong. Tuy nhiên, dựa trên các tường thuật ghi chép trong quá khứ và hiện tại về một số trận đánh trong chiến tranh, cũng như số liệu được thừa nhận trong các cuộc giao tranh tương tự diễn ra cùng thời điểm khắp toàn cầu, và tính đến thời gian chiến tranh độc lập Brasil (22 tháng), ước tính tổng số người tử chiến ở hai bên tổng cộng là khoảng từ 5.700 đến 6.200.
Các binh sĩ Bồ Đào Nha cuối cùng rời khỏi Brasil vào năm 1824. Một hiệp đình hòa bình công nhận Brasil độc lập được soạn thảo trong mùa hè năm 1825, và được Brasil và Bồ Đào Nha ký kết trong mùa thu cùng năm.